# 天津增十五
天鵝座39，又名BD+31 4062，HD 194317、SAO 69950、HR 7806，是天鵝座的一颗恒星，视星等为4.43，位于銀經71.72，銀緯-3.02，其B1900.0坐标为赤經20h 19m 51.9s，赤緯+31° -3.02′ 2″。